# Magister Juris
Le Magister Juris (abrégé M.Jur.) est un diplôme universitaire de droit, conféré par quelques universités.

## Dans les pays anglophones
Quelques universités anglophones utilisent le titre de Magister Juris (latin: « maître en droit ») pour signifier un grade juridique qui suit, et requiert pour être admis, un grade antérieur. Ainsi, le Magister Juris est comparable au LL.M..
L'Université d'Oxford offre une maîtrise (équiv. LLM) d'un an nommé le Magister Juris qui équivaut au Bachelor of Civil Law (BCL). Les étudiants dont le premier grade juridique était au common law gagneront le BCL, alors que les étudiants avec un grade au civil law recevront le M.Jur. en ayant accompli le même cursus. 
Le BCL et le Mjur ont une renommée mondiale, du fait de leur sélectivité et intensité et sont ainsi le choix privilégié, notamment au sein des pays dits de common law, des meilleurs étudiants en droit. Ainsi seuls ceux appartenant au 5 % supérieurs de leur promotion, au sein de leurs universités d'origine, y sont admis.[réf. nécessaire]
L'Université de Malte utilise le titre de Magister Juris pour une maîtrise d'un an.

## En Allemagne
Jusque récemment, les étudiants de droit allemands n'obtenaient pas de grade universitaire en ayant achevé le cursus universitaire. Après leurs études, les étudiants passaient le Premier examen d’État (erstes Staatsexamen), qui était organisé par le ministère de justice du Land et pas par l'université. Plus récemment, quelques universités ont commencé à conférer le Magister Juris à leurs étudiants qui ont réussi l'examen d’État pour signifier l'équivalence de cet enseignement supérieur avec la maîtrise dans d'autres domaines. Les universités de Cologne, de Constance et de Heidelberg en sont des exemples. D'autres universités confèrent le grade de Diplom-Jurist pour la même raison.